# Венера от Савиняно
Венерата от Савиняно е статуетка от периода на праисторията, която датира в периода 25 хилядолетие пр.н.е. – 20 хилядолетие пр.н.е., през Каменната епоха.
Тя е издълбана от серпентин, висока е 22 см. Съхранява се в Националния музей на праисторическите времена и етнография „Луиджи Пигорини“ в Рим.
Фигурката е открита през 1925 г. от Олиндо Замбели край град Савиняно сул Панаро, близо до Модена.
Както останалите палеолитни Венери тя изобразява гола пълна жена, с подчертани женски черти и гениталии. Главата наподобява пирамида с конусна форма. Няма рамене и ръце. Големият бюст е наклонен назад, коремът се издува, както и задните части. Обемните бедра завършват с къси стеснени крака без стъпала.